# Campeonato Europeo de Gimnasia en Trampolín de 2014
El XXIV Campeonato Europeo de Gimnasia en Trampolín se celebró en Guimarães (Portugal) entre el 10 y el 13 de abril de 2014 bajo la organización de la Unión Europea de Gimnasia (UEG) y la Federación Portuguesa de Gimnasia.
Las competiciones se realizaron en el Pabellón Multiusos de la ciudad portuguesa. 